# 청두대학역
청두대학역은 2017년에 개통한 중국의 철도역이다.

## 역 주변
- 청두대학